# Kate Pierson

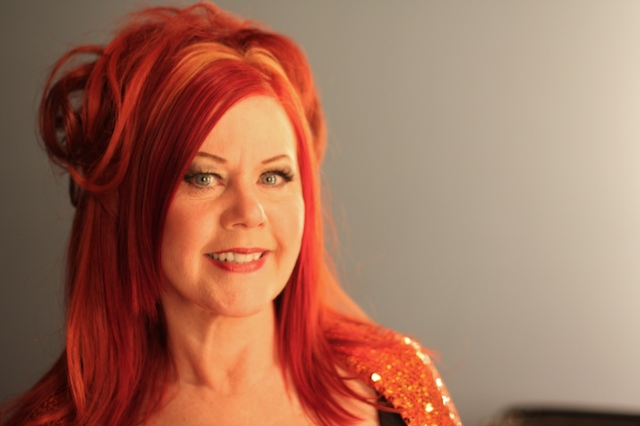
Kate Pierson in 2007

Katherine Elizabeth (Kate) Pierson (Weehawken, New Jersey, 27 april 1948) is een Amerikaanse zangeres.
Pierson is een van de zangeressen van de band The B-52's. Ze speelt ook gitaar en keyboard in de band. In The B-52's zingt zij samen met Cindy Wilson en Fred Schneider.

## Samenwerkingen
Pierson heeft samengewerkt met de volgende zangers en bands:
- De Ramones in 1980 met het nummer Chop Suey, met Cindy Wilson en Debbie Harry.
- Iggy Pop in 1990 met het nummer Candy.
- R.E.M. met de nummers Shiny Happy People, Country Feedback en Me In Honey van het album Out of Time, en met het nummer Fretless op de soundtrack van de film Until the End of the World uit 1991.
- Matthew Sweet in 1993 met het album Earth.
- Time of Orchids in 2003 met het album Much Too Much Fun.
- Junior Senior met het nummer Take My Time in 2004, van het album Hey Hey My My Yo Yo (met Cindy Wilson).
- Ze is ook lid van de Japanse supergroep NiNa met Yuki Isoya.

## Filmografie
- One Trick Pony (1980)
- Athens, GA.: Inside/Out (1987)
- Ratjetoe, de rugratsfilm (1988, alleen stem)
- A Matter of Degrees (1990)
- The Flintstones (1994)

## Albums
- 2015 - Guitars and Microphones

## NPO Radio 2 Top 2000
| Nummer met noteringen in de NPO Radio 2 Top 2000 | '09  | '10 | '11  | '12 | '13 | '14 | '15  | '16  | '17  | '18  | '19  | '20  | '21 | '22  | '23  | '24  |
| ------------------------------------------------ | ---- | --- | ---- | --- | --- | --- | ---- | ---- | ---- | ---- | ---- | ---- | --- | ---- | ---- | ---- |
| Candy (met Iggy Pop)                             | 1222 | -   | 1052 | 965 | 932 | 965 | 1134 | 1155 | 1190 | 1101 | 1146 | 1174 | 956 | 1209 | 1251 | 1488 |

1. ↑  Een '-' betekent dat het nummer niet was genoteerd en een vetgedrukt getal geeft de hoogste notering aan.
2. ↑  2009 was het eerste jaar met een notering voor dit nummer.

- Bibliothèque nationale de France: cb13945570q (data)
- International Standard Name Identifier: 0000 0003 8251 4832
- Library of Congress Control Number: no2005080268
- MusicBrainz: e7998c31-e46a-4daf-8f01-583fffccda1b
- Nationale Bibliotheek van Tsjechië: xx0193123
- Nationale Bibliotheek van Israël: 987007408553405171
- Virtual International Authority File: 265735071
- WorldCat: E39PBJx4q3YV9HrdCfhxTFPmh3